# صلاح خلف
صلاح خلف (لقب ابو ایاد) (عربی: صلاح مصباح خلف)، (زاده: ۳۱ اوت ۱۹۳۳ – درگذشته: ۱۴ ژانویه ۱۹۹۱)، سیاستمدار برجسته فلسطینی، یکی از بنیانگذاران جنبش آزادی فلسطین، برای مدت‌های طولانی رهبر سازمان‌های امنیتی ویژه سازمان آزادیبخش فلسطین و جنبش فتح بود. شایع بود که وی رهبر سازمان سپتامبر سیاه نیز بود.

## زندگی او
پدرش از غزه به یافا آمد. صلاح خلف در ۳۱ اوت ۱۹۳۳ متولد شد و اولین سال زندگی خود را یکروز قبل از تأسیس اسرائیل آغاز کرد. او مجبور شد با خانواده اش از طریق دریا به غزه برود. وی دوران دبیرستان خود را در غزه به پایان رساند و در سال ۱۹۵۱ به مصر رفت تا تحصیلات عالی خود را در دانشسرای معلمین در آنجا ادامه دهد، او مدرک لیسانس تربیتی و روانشناسی را از دانشگاه قاهره دریافت کرد.

## فعالیت‌های سیاسی و ملی
ابو ایاد یکی از نظریه پردازان اصلی تفکر انقلابی جنبش فتح است، به‌طور ی که به او لقب تروتسکی فلسطین، روشنفکر و روشنگر داده بودند، وی اولین کسی است که ایده تشکیل یک دولت سکولار در فلسطین را داد که در آن بین سه دین (مسلمانان، مسیحیان و یهودیان) همکاری وجود داشته باشد و در حقوق و وظایف مساوی باشند. او یکی از بنیانگذاران برجسته پایه‌های دستگاه نظارت انقلابی است، به‌نحوی‌که این سیستم را به بهترین سطح، در سطح منطقه ای و جهانی رساند، علاوه براین وی توسط کارشناسان امنیتی در جهان به رسمیت شناخته شده بود.
در طول اقامت خود در غزه، او به فعالیت‌های ملی ملحق شد. در زمانی که در مصر بود، در فعالیت دانشجویی با یاسر عرفات و دیگران فعال بود و قبل از بازگشت به غزه به عنوان معلم فلسفه نقش مهمی در فلسطین داشت و فعالیت سیاسی اش را ادامه داد.
ابو ایاد در سال ۱۹۵۹ به عنوان معلم به کویت رفت و به همراه رفقایش، به ویژه یاسر عرفات و خلیل الوزیر، فرصتی برای یکدست کردن تلاش‌های خود برای ایجاد جنبش ملی فلسطین - جنبش فتح – پیدا کردند تا با استفاده از مجله فلسطین ما اصول خود را به مردم نشان بدهند.

## ویژگی‌ها
ابو ایاد از برجسته‌ترین اعضای کمیته مرکزی، و توانمندترین آنها در تصمیم گیریهای جسورانه بود، و از برجسته‌ترین تصمیمات گرفته شده از طرف کمیته مرکزی جنبش فتح می‌توان به انتخاب یاسر عرفات بعنوان سخنگوی رسمی فتح اشاره نمود. این تصمیم در رسانه‌ها بدون اطلاع رفقای خود در کمیته مرکزی منتشر شد ولی آنها این تصمیم را تحسین کرده و پس از شنیدن استدلال ابو ایاد آنرا مورد حمایت قرار دادند. در سال ۱۹۶۹ پس از پیوستن جنبش فتح به سازمان آزادیبخش فلسطین، نام ابو ایاد به عنوان عضو کمیته مرکزی فتح، سپس مسئول امنیتی در فتح، و سپس فرماندهی دستگاه ویژه این سازمان، مطرح شد. از سال ۱۹۷۰، ابو ایاد درمعرض بیش از یک ترور قرار گرفت، وی کتاب (یک فلسطینی بدون هویت) را منتشر کرد.

## ترور
ابو ایاد بدست حامد ابو زید با برنامه‌ریزی و توجیهات صبری البنا، رهبر سازمان ابو نضال در ۱۴ ژانویه ۱۹۹۱ در تونس به همراه سایر رهبران جنبش فتح هایل عبدالحمید ملقب به ابوالهول و ابو محمد العمری ملقب به فخری العمری ترور شد. این سه نفر در خانه ابوالهول جلسه ای برگزار کرده بودند، و مزدور «حمزه ابو زید» یکی از نگهبانان حفاظت شهید ابو ایاد بود که با مسلسل بروی آنان آتش گشود.